# Фонтанелете (Тревизо)
Фонтанелете је насеље у Италији у округу Тревизо, региону Венето.
Према процени из 2011. у насељу је живело 113 становника. Насеље се налази на надморској висини од 22 м.